# Expresión escrita

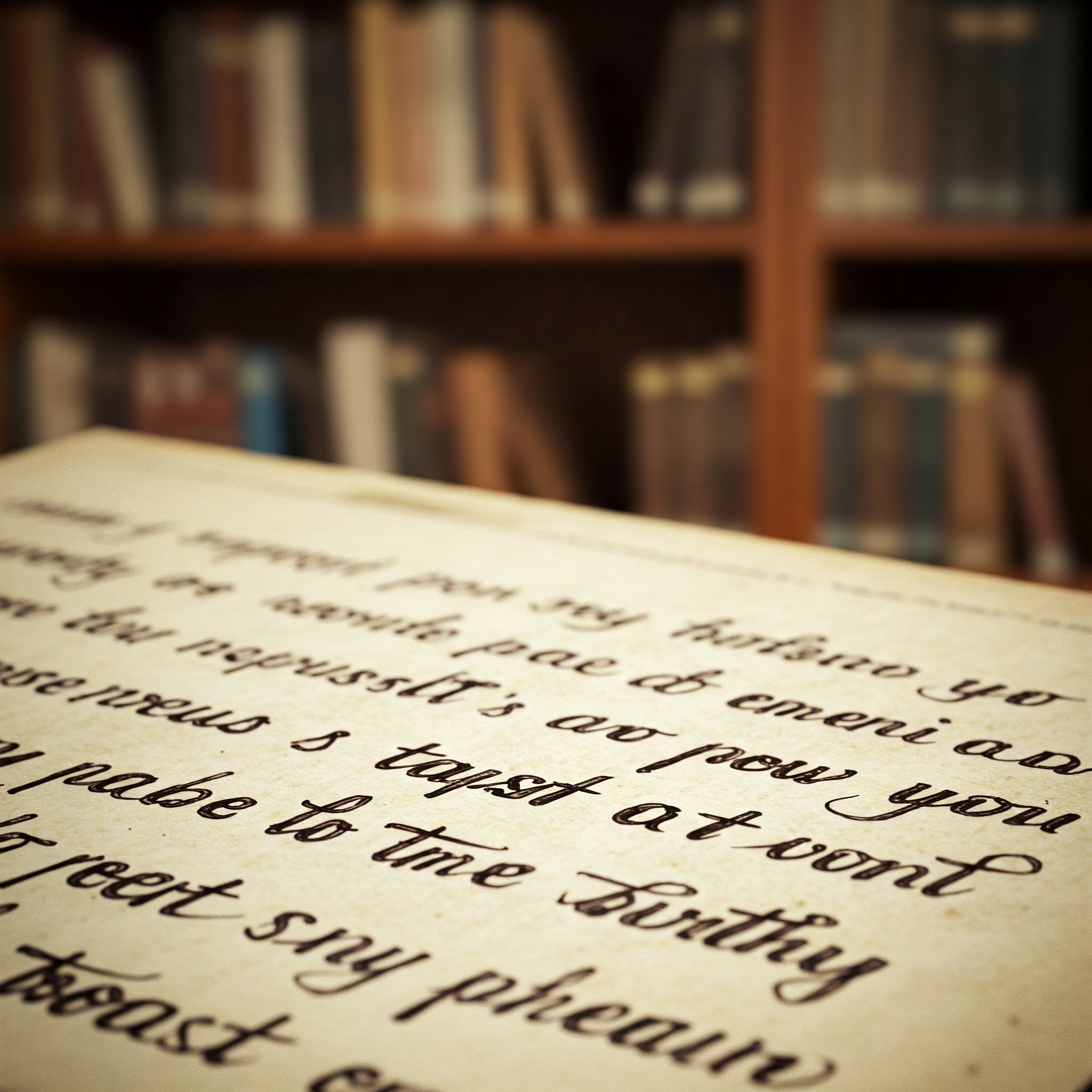
La imagen muestra un primer plano detallado de la expresión escrita a mano con una elegante letra cursiva sobre un papel antiguo de color crema. La tinta es de un color marrón intenso y rico, creando un contraste llamativo con la textura del papel. La iluminación es suave y difusa, iluminando los detalles intrincados de la escritura. El fondo es una imagen borrosa y desenfocada de estanterías de madera antiguas llenas de volúmenes encuadernados en cuero.

La expresión escrita consiste en exponer, por medio de signos convencionales y de forma ordenada, cualquier pensamiento o idea. Ésta y la expresión oral, la comprensión auditiva y la comprensión lectora son las cuatro habilidades lingüísticas básicas necesarias para alcanzar la competencia comunicativa en cualquier lengua o idioma.
La expresión escrita posibilita la materialización de ideas; sin embargo, a diferencia del lenguaje oral, demanda una elevada capacidad intelectual para formular los pensamientos con claridad, coherencia y cohesión. La razón radica en que la escritura requiere inherentemente la destreza de estructurar las ideas antes de registrarlas, una tarea que generalmente resulta más sencilla al hablar. Cassany (2009) apoya esta idea al señalar que la escritura está “vinculada con la capacidad para desarrollar un pensamiento abstracto, objetivo, lógico y racional” (p. 33). Esta afirmación confirma que la expresión escrita va más allá de lo tangible, ya que implica la comprensión cognitiva de nociones complejas para lograr una materialización adecuada
Acurio (2020) plantea que la escritura, desde un enfoque procesual, es un proceso dinámico compuesto por etapas esenciales: planificar, redactar, revisar y editar. Este enfoque se distingue del tradicional, que prioriza la corrección inmediata del producto final, al destacar la importancia de la reflexión constante a lo largo de todo el proceso de escritura. De hecho, en esta visión, el proceso de producción textual es tan valioso como el texto final. Por lo tanto, impulsar una escritura consciente y reflexiva se vuelve crucial para optimizar la calidad del texto y facilitar que los estudiantes gestionen su propio proceso de redacción.

## Componentes
En cualquier expresión escrita, existen dos componentes:
- El componente objetivo es el hecho o tema a expresar, es decir, la situación por la que se escribe.
- El componente personal o subjetivo, es decir, lo que se manifiesta al comunicar.

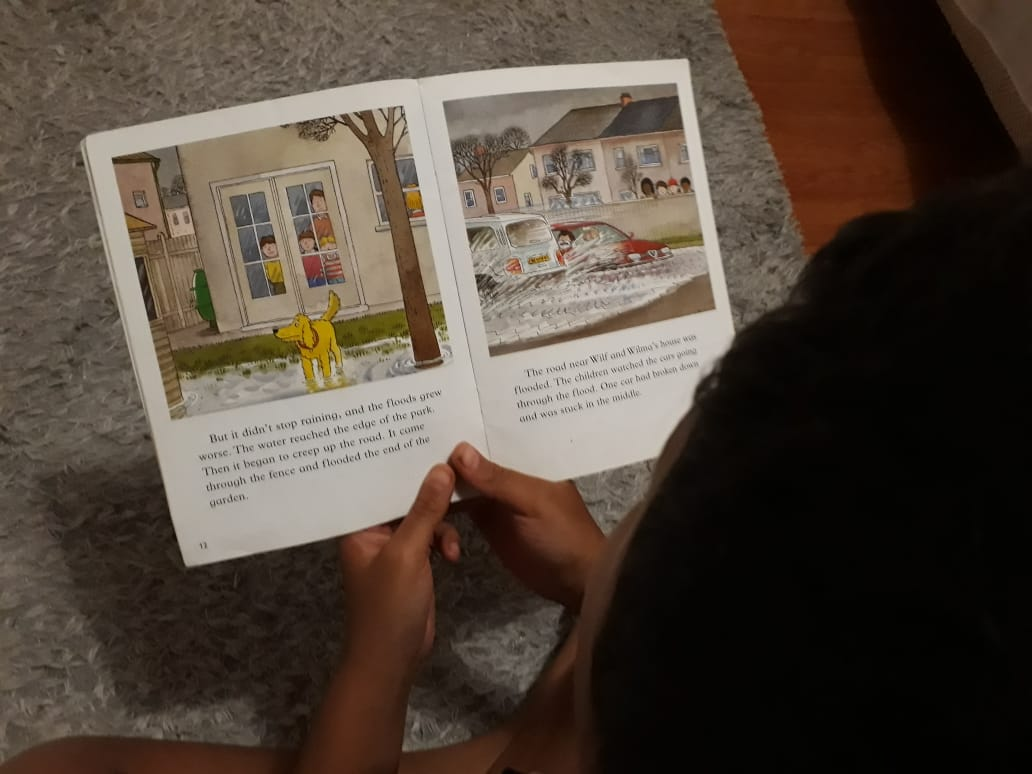
Lenguaje escrito y oral

Si bien las lenguas oral y escrita presentan diferencias, la puntuación ha desarrollado a lo largo del tiempo tendencias relativamente universales, como la separación de palabras con espacios y el uso del punto, la interrogación y la admiración para delimitar y caracterizar oraciones. En contraste con la lengua oral, que tolera la diversidad dialectal, la expresión escrita tiende a la unificación y a una regulación estricta basada en normas provenientes de textos literarios, religiosos, administrativos, etc., reforzadas por la enseñanza, además, la escritura generalmente omite información presente en la comunicación oral, como el ritmo, las pausas, la entonación, la intensidad y el timbre de voz, los gestos y las expresiones faciales. Para desarrollar la expresión escrita, la lectura es tan importante, pues la lectura proporciona un bagaje de modelos contextualizados sobre la organización textual, la coherencia y cohesión, el estilo, el registro, el vocabulario y las estructuras gramaticales. El proceso de composición escrita puede dividirse en las siguientes etapas: 
1. análisis de la situación de comunicación (conocimientos sobre el tema, destinatario del texto, propósito del mismo, etc.);
2. producción de ideas;
3. organización de las ideas
4. búsqueda de información
5. redacción de un borrador
6. revisión, reestructuración y corrección
7. redacción definitiva
8. últimos retoques [2]

## Aprendizaje y habilidades
Para el desarrollo de la expresión escrita, es tan importante saber leer como escribir. Como afirma Bruno Estañol:

“El escritor requiere, primero, ser un buen lector; un lector cuidadoso que siempre está dispuesto a aprender algo de sus lecturas”.

Gracias a las lecturas adecuadas ya que, muchas veces de forma inconsciente, recibimos información sobre la organización textual, las propiedades textuales (coherencia, cohesión y adecuación), el estilo, el registro, la ortografía, la gramática, la puntuación, etcétera, a los que hay que sumar el innegable aprendizaje cultural.[cita requerida]
Por su parte, las microhabilidades necesarias para llevar a cabo la expresión escrita van desde las psicomotrices (colocación del cuerpo, desplazamiento de la mano, adquisición de un ritmo caligráfico adecuado y otras) hasta las cognitivas (saber analizar los elementos de la situación de comunicación, ser flexible para reformular los objetivos a medida que avance el texto).
Es fácil caer en la idea simplista de que la lengua escrita es meramente una representación del habla, con la única variación de usar grafemas y signos de puntuación en lugar de fonemas. No obstante, las microhabilidades que definen la escritura son de una índole totalmente diferente, debido a su naturaleza no espontánea, la producción de un texto escrito es a menudo un proceso complejo que requiere reflexión, planificación del mensaje, elaboración de borradores y revisión, lo que demanda un nivel de atención, además como bien señala H. Douglas Brown, en la expresión escrita entran en juego una serie de microdestrezas que son de un orden distinto y, quizás por ello, más complejas de las que conforman otras destrezas lingüísticas. Veamos a continuación la lista que propone H. Douglas Brown (2001: 343):
1. Reproducir grafemas y adoptar convenciones ortográficas apropiadas.
2. Escribir con la rapidez que exige el objetivo que se persigue.
3. Utilizar un vocabulario aceptable así como el orden de palabras adecuado.
4. Emplear las reglas gramaticales de un modo a aceptable.
5. Expresar una idea determinada utilizando distintas construcciones gramaticales.
6. Utilizar los mecanismos cohesivos propios del lenguaje escrito.
7. Usar las formas retóricas y convenciones del lenguaje escrito.
8. Realizar de manera adecuada las funciones comunicativas de los textos escritos atendiendo a la forma y al fin que se persigue.
9. Establecer vínculos y conexiones entre los distintos eventos asignando a tales relaciones las denominaciones de idea principal, idea secundaria, información nueva, información dada, generalización y ejemplificación.
10. Distinguir entre significado literal e implícito del texto en cuestión.
11. Expresar desde el punto de vista cultural referencias específicas que aparecen en el contexto del documento escrito.
12. Desarrollar y usar una serie de estrategias de escritura tales como asegurarse de que el lector interpreta el texto correctamente, usar recursos de preescritura, escribir con fluidez los primeros borradores, utilizar paráfrasis y sinónimos, pedir ayuda a los compañeros y al profesor y utilizar el feedback para revisar y editar el texto.

## Actividades

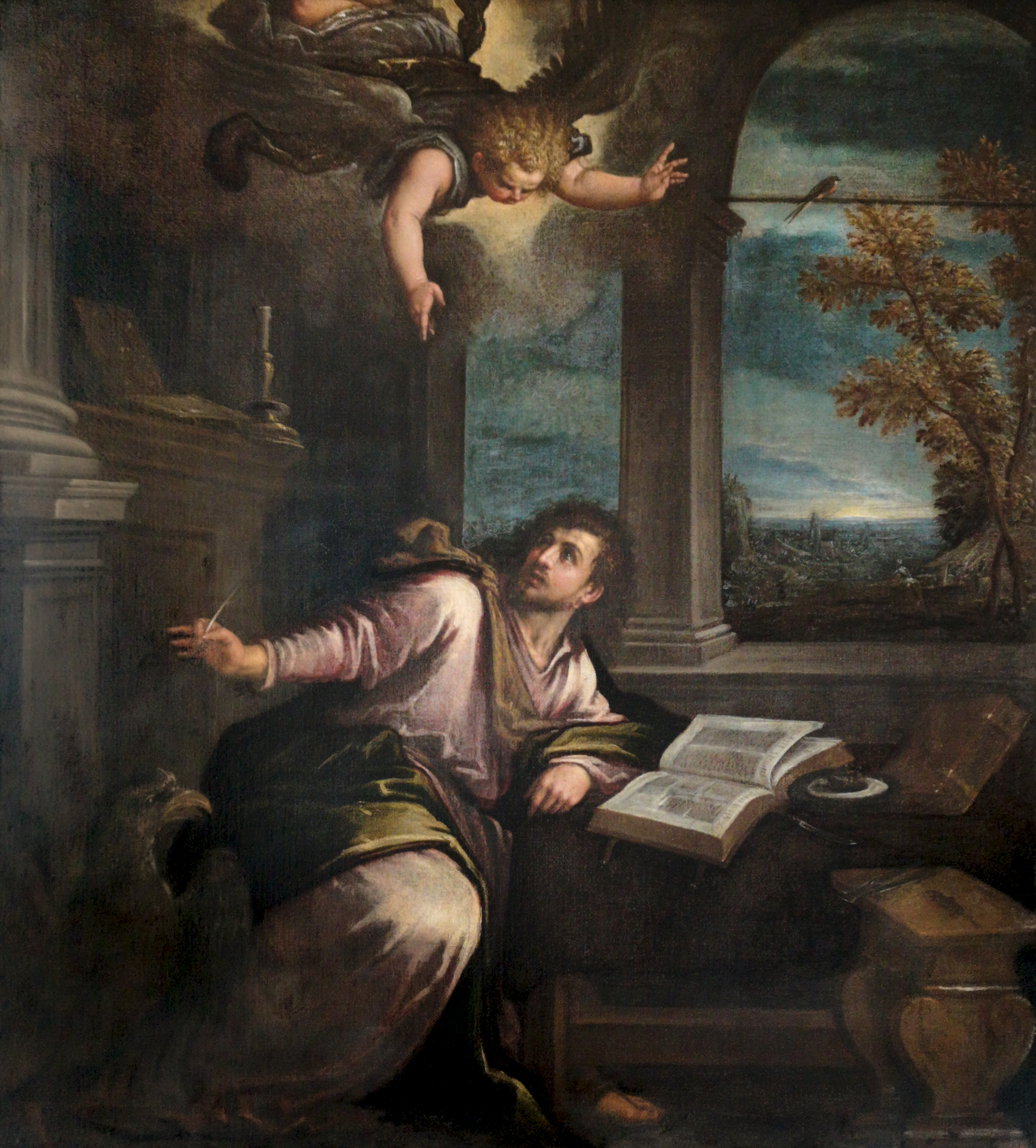
Escritura creativa

De acuerdo con el Marco Común Europeo de Referencia para las lenguas, los ejercicios de expresión escrita realizados en el aula deben fomentar el uso real de la lengua tanto en el ámbito académico como personal y laboral. En esta línea, propone las siguientes actividades: 
- Completar formularios y cuestionarios
- Escribir artículos para revistas, periódicos, boletines informativos, etc.
- Producir carteles para exponer
- Escribir informes y memorandos, etc.
- Tomar notas para usarlas como referencias futuras
- Tomar mensajes al dictado, etc.
- Escritura creativa e imaginativa
- Escribir cartas personales o de negocios, etc.

## Evaluación
La transmisión de información en un texto no es exclusiva de las habilidades del lector, sino que también se fundamenta en las propiedades intrínsecas del texto mismo. McNamara, Crossley y McCarthy (2010) señalan que la complejidad sintáctica, la variedad de vocabulario y las características morfológicas de las palabras influyen de manera importante en cómo el lector interpreta un texto escrito. Por este motivo, evaluar la competencia comunicativa a través de la expresión escrita es razonable, ya que el texto ofrece elementos concretos para inferir las capacidades del autor. Además, la segmentación de la información en párrafos, capítulos y apartados en todo texto escrito requiere el uso de signos de puntuación para facilitar la comprensión. Aunque tradicionalmente se han visto como parte de la ortografía, desde un enfoque funcional (Halliday & Matthiessen, 2004), estos signos estructuran jerárquicamente el texto, marcando unidades como grupos de palabras (comas), proposiciones (punto y coma o punto y seguido), secuencias de proposiciones (punto final de párrafo) y secciones (punto final). 
La evaluación de la competencia comunicativa a través de una rúbrica informada por las teorías modernas del procesamiento del lenguaje escrito requiere inevitablemente la integración de la psicología cognitiva, la lingüística y la psicometría. Existen múltiples constructos y enfoques teóricos para medir la expresión escrita (Jeffery, 2009; Behizadeh & Engelhard, 2011), la lingüística textual se presentó como una base teórica suficientemente sólida para ser traducida en categorías de evaluación, lo que conlleva una mejor articulación con los estándares psicométricos que todo instrumento de medición educativa debe cumplir
La técnica más común es la prueba o examen de expresión en la que el alumno debe redactar uno o varios textos. Para su evaluación conviene diseñar una rúbrica formada por descriptores con un valor numérico. Por su parte, el Marco Común Europeo de Referencia para las lenguas establece seis niveles de dominio (A1-C2) que debe alcanzar un hablante que quiere expresarse de forma escrita en una lengua extranjera. Para ello, en el caso de la expresión escrita cuenta con tres modelos de evaluación diferentes: uno para la expresión escrita en general, otro para la escritura creativa y, por último, otro que evalúa los informes y redacciones.  